# Radio Riposte
Radio Riposte est une émission radiophonique de la Fédération de Paris du Parti socialiste, diffusée le 28 juin 1979 depuis le siège de l'hebdomadaire L'Unité, 12 cité Malesherbes à Paris. La police intervint en flagrant-délit sans néanmoins parvenir à saisir les deux émetteurs utilisés ce soir-là (l'un appartenant à Radio Onz'Débrouille, l'autre à Radio 100).
L'événement fut largement commenté dans la presse de l'époque et au Parlement. Il entraîna l'inculpation de François Mitterrand, Laurent Fabius et quelques autres, le 24 août 1979, pour infraction au monopole d'État de la radiodiffusion.
Ce fut un moment clé du mouvement des radios libres en France.